# درسة الصخر إفريقية
درسة الصخر الأفريقية (الاسم العلمي: Emberiza tahapisi) (بالإنجليزية: Cinnamon-breasted Bunting)‏، هو طائر ينتمي إلى عنبريات (فصيلة: Emberizidae).